# Burnley Football Club 2023-2024
Questa voce raccoglie le informazioni riguardanti il Burnley Football Club nelle competizioni ufficiali della stagione 2023-2024.

## Maglie e sponsor
| Casa | Trasferta |  |

## Rosa
Rosa e numerazione aggiornate al 2 febbraio 2024.
| N. |                        | Ruolo | Calciatore              |
| -- | ---------------------- | ----- | ----------------------- |
| 1  | Inghilterra (bandiera) | P     | James Trafford          |
| 2  | Irlanda (bandiera)     | D     | Dara O'Shea             |
| 3  | Inghilterra (bandiera) | D     | Charlie Taylor          |
| 4  | Inghilterra (bandiera) | C     | Jack Cork               |
| 5  | Germania (bandiera)    | D     | Louis Beyer             |
| 6  | Inghilterra (bandiera) | D     | CJ Egan-Riley           |
| 7  | Islanda (bandiera)     | C     | Jóhann Berg Guðmundsson |
| 8  | Inghilterra (bandiera) | C     | Josh Brownhill          |
| 9  | Inghilterra (bandiera) | A     | Jay Rodriguez           |
| 10 | Belgio (bandiera)      | A     | Benson Manuel           |
| 14 | Galles (bandiera)      | D     | Connor Roberts          |
| 15 | Inghilterra (bandiera) | A     | Nathan Redmond          |
| 16 | Norvegia (bandiera)    | C     | Sander Berge            |
| 17 | Sudafrica (bandiera)   | A     | Lyle Foster             |
| 18 | Svezia (bandiera)      | D     | Hjalmar Ekdal           |
| 19 | Belgio (bandiera)      | C     | Anass Zaroury           |
| 20 | Italia (bandiera)      | P     | Denis Franchi           |
| 21 | Inghilterra (bandiera) | C     | Aaron Ramsey            |

| N. |                               | Ruolo | Calciatore         |
| -- | ----------------------------- | ----- | ------------------ |
| 22 | Brasile (bandiera)            | D     | Vitinho            |
| 23 | Costa d'Avorio (bandiera)     | D     | David Datro Fofana |
| 24 | Irlanda (bandiera)            | D     | Josh Cullen        |
| 25 | Svizzera (bandiera)           | A     | Zeki Amdouni       |
| 27 | Macedonia del Nord (bandiera) | C     | Darko Čurlinov     |
| 28 | Belgio (bandiera)             | D     | Ameen Al-Dakhil    |
| 29 | Cile (bandiera)               | P     | Lawrence Vigouroux |
| 30 | Italia (bandiera)             | A     | Luca Koleosho      |
| 31 | Belgio (bandiera)             | A     | Mike Trésor        |
| 34 | Danimarca (bandiera)          | A     | Jacob Bruun Larsen |
| 42 | Francia (bandiera)            | C     | Han-Noah Massengo  |
| 44 | Belgio (bandiera)             | D     | Hannes Delcroix    |
| 45 | Irlanda (bandiera)            | A     | Michael Obafemi    |
| 47 | Francia (bandiera)            | A     | Wilson Odobert     |
| 48 | Belgio (bandiera)             | A     | Enock Agyei        |
| 49 | Kosovo (bandiera)             | P     | Arijanet Muric     |
|    | Francia (bandiera)            | D     | Maxime Estève      |
|    | Francia (bandiera)            | D     | Lorenz Assignon    |

## Calciomercato

### Sessione estiva
| Acquisti         | Acquisti           | Acquisti            | Acquisti                     |
| R.               | Nome               | a                   | Modalità                     |
| ---------------- | ------------------ | ------------------- | ---------------------------- |
| A                | Zeki Amdouni       | Basilea             | definitivo (18,6 milioni €)  |
| P                | James Trafford     | Manchester City     | definitivo (17,3 milioni €)  |
| C                | Aaron Ramsey       | Aston Villa         | definitivo (16,45 milioni €) |
| D                | Jordan Beyer       | Borussia M'gladbach | definitivo (15 milioni €)    |
| C                | Sander Berge       | Sheffield Utd       | definitivo (13,9 milioni €)  |
| A                | Wilson Odobert     | Troyes              | definitivo (12 milioni €)    |
| D                | Dara O'Shea        | West Bromwich       | definitivo (7,8 milioni €)   |
| A                | Michael Obafemi    | Swansea City        | definitivo (4 milioni €)     |
| D                | Hannes Delcroix    | Anderlecht          | definitivo (3 milioni €)     |
| A                | Luca Koleosho      | Espanyol            | definitivo (3 milioni €)     |
| A                | Nathan Redmond     | Beşiktaş            | gratuito                     |
| C                | Han-Noah Massengo  | Bristol City        | gratuito                     |
| P                | Lawrence Vigouroux | Leyton Orient       | gratuito                     |
| A                | Mike Trésor        | Genk                | prestito                     |
| A                | Jacob Bruun Larsen | Hoffenheim          | prestito                     |
| Altre operazioni |                    |                     |                              |
| R.               | Nome               | a                   | Modalità                     |
| A                | Wout Weghorst      | Manchester Utd      | fine prestito                |
| A                | Enock Agyei        | Malines             | fine prestito                |

| Cessioni         | Cessioni               | Cessioni      | Cessioni                 |
| R.               | Nome                   | a             | Modalità                 |
| ---------------- | ---------------------- | ------------- | ------------------------ |
| D                | Bobby Thomas           | Coventry City | definitivo (3 milioni €) |
| A                | Wout Weghorst          | Hoffenheim    | prestito (1,5 milioni €) |
| A                | Ashley Barnes          | Norwich City  | gratuito                 |
| P                | Will Norris            | Portsmouth    | gratuito                 |
| C                | Samuel Bastien         | Kasımpaşa     | prestito                 |
| C                | Scott Twine            | Hull City     | prestito                 |
| D                | Luke McNally           | Stoke City    | prestito                 |
| P                | Bailey Peacock-Farrell | Aarhus        | prestito                 |
| A                | Dara Costelloe         | St. Johnstone | prestito                 |
| D                | Matthew Lowton         |               | svincolato               |
| Altre operazioni |                        |               |                          |
| R.               | Nome                   | a             | Modalità                 |

### Sessione invernale
| Acquisti         | Acquisti           | Acquisti      | Acquisti      |
| R.               | Nome               | da            | Modalità      |
| ---------------- | ------------------ | ------------- | ------------- |
| A                | David Datro Fofana | Chelsea       | prestito      |
| D                | Maxime Estève      | Montpellier   | prestito      |
| D                | Lorenz Assignon    | Rennes        | prestito      |
| Altre operazioni |                    |               |               |
| R.               | Nome               | da            | Modalità      |
| C                | Scott Twine        | Hull City     | fine prestito |
| A                | Dara Costelloe     | St. Johnstone | fine prestito |

| Cessioni         | Cessioni        | Cessioni     | Cessioni |
| R.               | Nome            | a            | Modalità |
| ---------------- | --------------- | ------------ | -------- |
| C                | Darko Čurlinov  | Schalke 04   | prestito |
| A                | Michael Obafemi | Millwall     | prestito |
| P                | Denis Franchi   | Ternana      | prestito |
| C                | Anass Zaroury   | Hull City    | prestito |
| D                | CJ Egan-Riley   | PSV          | prestito |
| D                | Connor Roberts  | Leeds Utd    | prestito |
| Altre operazioni |                 |              |          |
| R.               | Nome            | a            | Modalità |
| C                | Scott Twine     | Bristol City | prestito |
| A                | Dara Costelloe  | Dundee       | prestito |

## Risultati

### Premier League

#### Girone di andata
| Arbitro: | Pawson |

|  |           |                           |
|  | Marcatori | 4’, 36’ Haaland 75’ Rodri |

| Arbitro: | Bankes |

|             |           |                               |
| Adebayo 84’ | Marcatori | 45+2’ Foster 85’ Bruun Larsen |

| Arbitro: | Salisbury |

|            |           |                        |
| Foster 47’ | Marcatori | 8’, 20’ Cash 61’ Diaby |

| Arbitro: | England |

|                           |           |                                             |
| Foster 4’ Brownhill 90+4’ | Marcatori | 16’, 63’, 66’ Son 45+2’ Romero 54’ Maddison |

| Arbitro: | Robert Jones |

|                 |           |             |
| Hudson-Odoi 61’ | Marcatori | 41’ Amdouni |

| Arbitro: | Harrington |

|  |           |               |
|  | Marcatori | 45’ Fernandes |

| Arbitro: | Bramall |

|                             |           |  |
| Almirón 14’ Isak 76’ (rig.) | Marcatori |  |

| Arbitro: | Attwell |

|             |           |                                                                 |
| Odobert 15’ | Marcatori | 42’ (aut.) Al-Dakhil 49’ (rig.) Palmer 65’ Sterling 75’ Jackson |

| Arbitro: | Smith |

|                                  |           |  |
| Wissa 25’ Mbeumo 62’ Ghoddos 87’ | Marcatori |  |

| Arbitro: | Barrott |

|                         |           |               |
| Semenyo 22’ Billing 76’ | Marcatori | 11’ C. Taylor |

| Arbitro: | Bankes |

|  |           |                            |
|  | Marcatori | 22’ Schlupp 90+4’ Mitchell |

| Arbitro: | Oliver |

|                                         |           |               |
| Trossard 45+1’ Saliba 57’ Zinchenko 74’ | Marcatori | 54’ Brownhill |

| Arbitro: | Barrott |

|                          |           |                                   |
| Jay Rodriguez 49’ (rig.) | Marcatori | 86’ (aut.) D. O'Shea 90+1’ Souček |

| Arbitro: | Kavanagh |

|                                                                          |           |  |
| Jay Rodriguez 1’ Bruun Larsen 29’ Amdouni 73’ Koleosho 75’ Brownhill 80’ | Marcatori |  |

| Arbitro: | Gillett |

|           |           |  |
| Hwang 42’ | Marcatori |  |

| Arbitro: | Hooper |

|             |           |             |
| Adingra 77’ | Marcatori | 45’ Odobert |

| Arbitro: | Taylor |

|  |           |                     |
|  | Marcatori | 19’ Onana 25’ Keane |

| Arbitro: | Welch |

|  |           |                       |
|  | Marcatori | 47’ Odobert 66’ Berge |

| Arbitro: | Tierney |

|  |           |                   |
|  | Marcatori | 6’ Núñez 90’ Jota |

#### Girone di ritorno
| Arbitro: | Attwell |

|                                              |           |                        |
| Bailey 28’ Diaby 42’ Douglas Luiz 89’ (rig.) | Marcatori | 30’ Amdouni 71’ Foster |

| Arbitro: | Harrington |

|             |           |              |
| Amdouni 36’ | Marcatori | 90+2’ Morris |

| Arbitro: | Barrott |

|                            |           |                 |
| Álvarez 16’, 22’ Rodri 46’ | Marcatori | 90+3’ Al-Dakhil |

| Arbitro: | Bond |

|                      |           |                        |
| D. Fofana 71’, 90+1’ | Marcatori | 17’ Palhinha 21’ Muniz |

| Arbitro: | Robinson |

|                                |           |               |
| Jota 31’ L. Díaz 52’ Núñez 79’ | Marcatori | 45’ D. O'Shea |

| Arbitro: | Gillett |

|  |           |                                                           |
|  | Marcatori | 8’ Ødegaard 41’ (rig.), 47’ Saka 66’ Trossard 78’ Havertz |

| Arbitro: | L. Smith |

|                                            |           |  |
| Richards 68’ J. Ayew 72’ Mateta 77’ (rig.) | Marcatori |  |

| Arbitro: | Coote |

|  |           |                             |
|  | Marcatori | 13’ J. Kluivert 88’ Semenyo |

| Arbitro: | England |

|                        |           |                                    |
| Paquetá 46’ Ings 90+1’ | Marcatori | 11’ Fofana 45+1’ (aut.) Mavropanos |

| Arbitro: | Bond |

|                                    |           |          |
| Bruun Larsen 10’ (rig.) Fofana 62’ | Marcatori | 83’ Ajer |

| Arbitro: | England |

|                        |           |                          |
| Palmer 44’ (rig.), 78’ | Marcatori | 47’ Cullen 81’ D. O'Shea |

| Arbitro: | Bramall |

|                  |           |                 |
| Bruun Larsen 37’ | Marcatori | 45+3’ Aït-Nouri |

| Arbitro: | Oliver |

|                     |           |  |
| Calvert-Lewin 45+2’ | Marcatori |  |

| Arbitro: | Hooper |

|               |           |                  |
| Brownhill 74’ | Marcatori | 79’ (aut.) Murić |

| Arbitro: | Madley |

|           |           |                                                             |
| Hamer 52’ | Marcatori | 38’ Bruun Larsen 40’ Assignon 57’ Foster 71’ J. Guðmundsson |

| Arbitro: | Brooks |

|            |           |                    |
| Antony 79’ | Marcatori | 87’ (rig.) Amdouni |

| Arbitro: | Taylor |

|               |           |                                                 |
| D. O'Shea 86’ | Marcatori | 19’ Wilson 35’ Longstaff 40’ Guimarães 55’ Isak |

| Arbitro: | Gillett |

|                          |           |                  |
| Porro 32’ Van de Ven 82’ | Marcatori | 25’ Bruun Larsen |

| Arbitro: | Scott |

|            |           |              |
| Cullen 72’ | Marcatori | 2’, 14’ Wood |

### FA Cup
| Arbitro: | Barrott |

|           |           |  |
| Porro 79’ | Marcatori |  |

### English Football League Cup
| Arbitro: | Madley |

|  |           |             |
|  | Marcatori | 90’ Amdouni |

| Arbitro: | Anthony Backhouse |

|  |           |                                                      |
|  | Marcatori | 12’ Berge 20’ Bruun Larsen 27’ D. O'Shea 81’ Odobert |

| Arbitro: | Salisbury |

|                                     |           |  |
| Tarkowski 13’ Onana 53’ Young 90+2’ | Marcatori |  |

## Statistiche finali

### Statistiche di squadra
| Competizione   | Punti | In casa | In casa | In casa | In casa | In casa | In casa | In trasferta | In trasferta | In trasferta | In trasferta | In trasferta | In trasferta | Totale | Totale | Totale | Totale | Totale | Totale | DR  |
| Competizione   | Punti | G       | V       | N       | P       | Gf      | Gs      | G            | V            | N            | P            | Gf           | Gs           | G      | V      | N      | P      | Gf     | Gs     | DR  |
| -------------- | ----- | ------- | ------- | ------- | ------- | ------- | ------- | ------------ | ------------ | ------------ | ------------ | ------------ | ------------ | ------ | ------ | ------ | ------ | ------ | ------ | --- |
| Premier League | 24    | 19      | 2       | 4       | 13      | 19      | 43      | 19           | 3            | 5            | 11           | 22           | 35           | 38     | 5      | 9      | 24     | 41     | 78     | -37 |
| FA Cup         | -     | 0       | 0       | 0       | 0       | 0       | 0       | 1            | 0            | 0            | 1            | 0            | 1            | 1      | 0      | 0      | 1      | 0      | 1      | -1  |
| League Cup     | -     | 0       | 0       | 0       | 0       | 0       | 0       | 3            | 2            | 0            | 1            | 5            | 3            | 3      | 2      | 0      | 1      | 5      | 3      | +2  |
| Totale         | -     | 19      | 2       | 4       | 13      | 19      | 43      | 23           | 5            | 5            | 13           | 27           | 39           | 42     | 7      | 9      | 26     | 46     | 82     | -36 |

### Andamento in campionato
| Giornata  | 1  | 2  | 3  | 4  | 5  | 6  | 7  | 8  | 9  | 10 | 11 | 12 | 13 | 14 | 15 | 16 | 17 | 18 | 19 | 20 | 21 | 22 | 23 | 24 | 25 | 26 | 27 | 28 | 29 | 30 | 31 | 32 | 33 | 34 | 35 | 36 | 37 | 38 |
| --------- | -- | -- | -- | -- | -- | -- | -- | -- | -- | -- | -- | -- | -- | -- | -- | -- | -- | -- | -- | -- | -- | -- | -- | -- | -- | -- | -- | -- | -- | -- | -- | -- | -- | -- | -- | -- | -- | -- |
| Luogo     | C  | T  | C  | C  | T  | C  | T  | C  | T  | T  | C  | T  | C  | C  | T  | T  | C  | T  | C  | T  | C  | T  | C  | T  | C  | T  | C  | T  | C  | T  | C  | T  | C  | T  | T  | C  | T  | C  |
| Risultato | P  | V  | P  | P  | N  | P  | P  | P  | P  | P  | P  | P  | P  | V  | P  | N  | P  | V  | P  | P  | N  | P  | N  | P  | P  | P  | P  | N  | V  | N  | N  | P  | N  | V  | N  | P  | P  | P  |
| Posizione | 19 | 18 | 18 | 20 | 19 | 20 | 19 | 18 | 18 | 19 | 19 | 20 | 20 | 19 | 19 | 19 | 19 | 19 | 19 | 19 | 19 | 19 | 19 | 19 | 19 | 19 | 19 | 19 | 19 | 19 | 19 | 19 | 19 | 19 | 19 | 19 | 19 | 19 |

Legenda:

Luogo: C = Casa; T = Trasferta. Risultato: V = Vittoria; N = Pareggio; P = Sconfitta.

### Statistiche dei giocatori
Sono in corsivo i calciatori che hanno lasciato la società a stagione in corso.
| Giocatore | Premier League | Premier League | Premier League | Premier League | FA Cup   | FA Cup | FA Cup      | FA Cup     | League Cup | League Cup | League Cup  | League Cup | Totale   | Totale | Totale      | Totale     |
| Giocatore | Presenze       | Reti           | Ammonizioni    | Espulsioni     | Presenze | Reti   | Ammonizioni | Espulsioni | Presenze   | Reti       | Ammonizioni | Espulsioni | Presenze | Reti   | Ammonizioni | Espulsioni |
| --------- | -------------- | -------------- | -------------- | -------------- | -------- | ------ | ----------- | ---------- | ---------- | ---------- | ----------- | ---------- | -------- | ------ | ----------- | ---------- |